# Station Verdal
Station Verdal is een spoorwegstation in Verdal in fylke Trøndelag in  Noorwegen. Het station dateert uit 1904  toen Nordlandsbanen werd geopend tot aan Sunnan. Verdal wordt bediend door lijn 26, de stoptrein tussen Steinkjer en Trondheim en door lijn 71, de trein van Trondheim naar Bodø.